# 1587 Kahrstedt
1587 Kahrstedt este un asteroid din centura principală, descoperit pe 25 martie 1933, de Karl Reinmuth.